# Палагино (Ярославская область)
Палагино — деревня Любимского района Ярославской области, входит в Ермаковское сельское поселение (Покровский сельский округ).

## География
Главная улица — Заводская.
На территории деревни протекает высыхающая речка Пенаус, приток реки Шарны, которая в свою очередь является притоком более крупной реки Обноры.

## Население
| 2007 | 2010 |
| ---- | ---- |
| 4    | ↘0   |